# Požár panelového domu v Bohumíně 2020
Požár panelového domu v Nerudově ulici v Bohumíně (přesněji v části Nový Bohumín města Bohumín, okres Karviná) dne 8. srpna 2020 si vyžádal 11 mrtvých. Jedná se o nejtragičtější požár v historii samostatné České republiky. 
K požáru došlo v 11. patře. Šest lidí uhořelo a pět lidí zemřelo poté, co vyskočili z okna. Prvotní vyšetřování naznačilo, že šlo o žhářství, za kterým pravděpodobně stály spory v rodině. Policie zadržela otce jedné z obětí, 55letého Zdeňka Konopku, který se k založení požáru přiznal a byl za to později odsouzen k doživotnímu trestu.

## Průběh
Požár vypukl 8. srpna 2020 po půl šesté večer v bytě v 11. patře panelového domu, kde právě probíhala narozeninová oslava. Pachatel přišel na chodbu v 11. patře a začal rozlévat benzín. Poté zazvonil na byt, kde probíhala oslava, a když někdo otevřel, škrtl sirkou a zapálil oheň a následně odešel (přičemž byl také popálen). V bytě poté nastala panika. Oheň se rychle šířil. Čtyři lidé se zachránili přelezením z balkonu na balkon vedlejšího bytu, další osoby však zůstaly uvězněny v ložnici, kde bylo jediným východištěm okno. Právě odsud následně celkem pět lidí skočilo dolů. Svědci uvedli, že když lidé začali skákat, začali všichni panicky křičet. Jedna z žen na parapetu měla křičet na svého otce: „Tati, počkej!“ Ten ale poté skočil a jeho dcera též.
Tísňová linka přijala první oznámení v 17.47. Hasičům byl vyhlášen poplach v čase 17.49 a první dvě jednotky na cílovou adresu dorazily v 17.54. Prvotní zásah probíhal převážně vnitřkem domu, hasičům se takto podařilo evakuovat několik osob. Zásah zvenku hasičům zkomplikovalo několik faktorů: požár byl na opačné straně domu než nástupní plocha pro hasiče, zásahová vozidla tak bylo před vysunutím žebříků nutno přemístit a zajistit na nezpevněné ploše; první jednotky na místě měly k dispozici pouze matraci pro skok nejvýše z 23 metrů, zasažený byt se přitom nalézal ve výšce kolem 33 metrů. Než hasiči stačili nafouknout a připravit k použití tuto matraci, výsledek jejíhož použití byl vzhledem k výše uvedeným okolnostem tak jako tak nejistý, bylo pro osoby v zasaženém bytě již pozdě. Osoby pokoušející se zachránit pádem dopadly na zem kolem 18.01. Všech pět lidí spadlo v časovém intervalu jedné minuty a čtyřiceti sekund. Hasiči požár lokalizovali v 18.30 a v 18.43 byl prohlášen za uhašený.
V zasaženém bytě zemřeli tři dospělí a tři děti. Dalších pět osob zemřelo na následky skoku či pádu z okna. Čtyři lidé z bytu se zachránili tím, že přelezli na sousední balkon. Záchranáři ošetřili celkem 15 lidí. Pachatel po založení požáru vyšel před dům a sledoval dění. Policistům, kteří k požáru dorazili, se na místě přiznal.

## Vyšetřování
Ministr vnitra Jan Hamáček (ČSSD) uvedl, že se jednalo o žhářský útok. Policie zadržela muže, který se k činu přiznal.
Motivem činu byl konflikt v rodině. Byt zapálil Zdeněk Konopka, otec jedné z obětí a bývalý partner ženy, která se měsíc předtím od něho odstěhovala ke svému synovi Lukášovi do bytu, který se stal terčem útoku. Podle svědků se po tragické smrti jejich prvního syna z Konopky stal opilec a agresor, který terorizoval své nejbližší. Několik dní před útokem vyhrožoval svému synovi, kterého náhodně potkal. Při požáru zemřel pachatelův syn a vnuk. Mezi oběťmi byla také pachatelova budoucí snacha Lenka, která v době požáru slavila třicáté narozeniny, a sousedé, kteří přišli na oslavu, včetně mladé dívky, která byla v pokročilém stupni těhotenství. Pachatel po zatčení policii tvrdil, že nikomu nechtěl ublížit a mělo jít pouze o výhrůžku. Na otázku proč byt zapálil, se podezřelý podle svědkyně vyjádřil, že „jen tak“. Podle státního zástupce zadržený muž „hovoří o jakémsi rodinném sporu s manželkou, která se od něj odstěhovala a v daném bytě bydlela, a o sporu se synem, jenž v bytě také bydlel.“ V době činu byl v podnapilém stavu. Později při výslechu tvrdil, že si neuvědomil, co může způsobit a nad svým činem projevil lítost.
Policie obvinila pachatele z vraždy a obecného ohrožení a státní zástupce podal návrh na jeho vzetí do vazby, čemuž soud vyhověl. Státní zástupce Michal Król prohlásil, že je namístě uvažovat i o výjimečném trestu. Dne 17. září 2021 obviněný přistoupil na dohodu o vině a trestu se státním zástupcem, když uznal vinu ve všech bodech obžaloby a přijal jeho návrh na doživotní trest odnětí svobody. Tuto dohodu Krajský soud v Ostravě dne 30. listopadu 2021 schválil a Konopka se tak stal dalším pravomocně odsouzeným k trestu odnětí svobody na doživotí. Tento případ, stejně jako případ exploze panelového domu ve Frenštátě pod Radhoštěm, dozoroval státní zástupce KSZ v Ostravě Mgr. Michal Król.

## Kritika a kontroverze

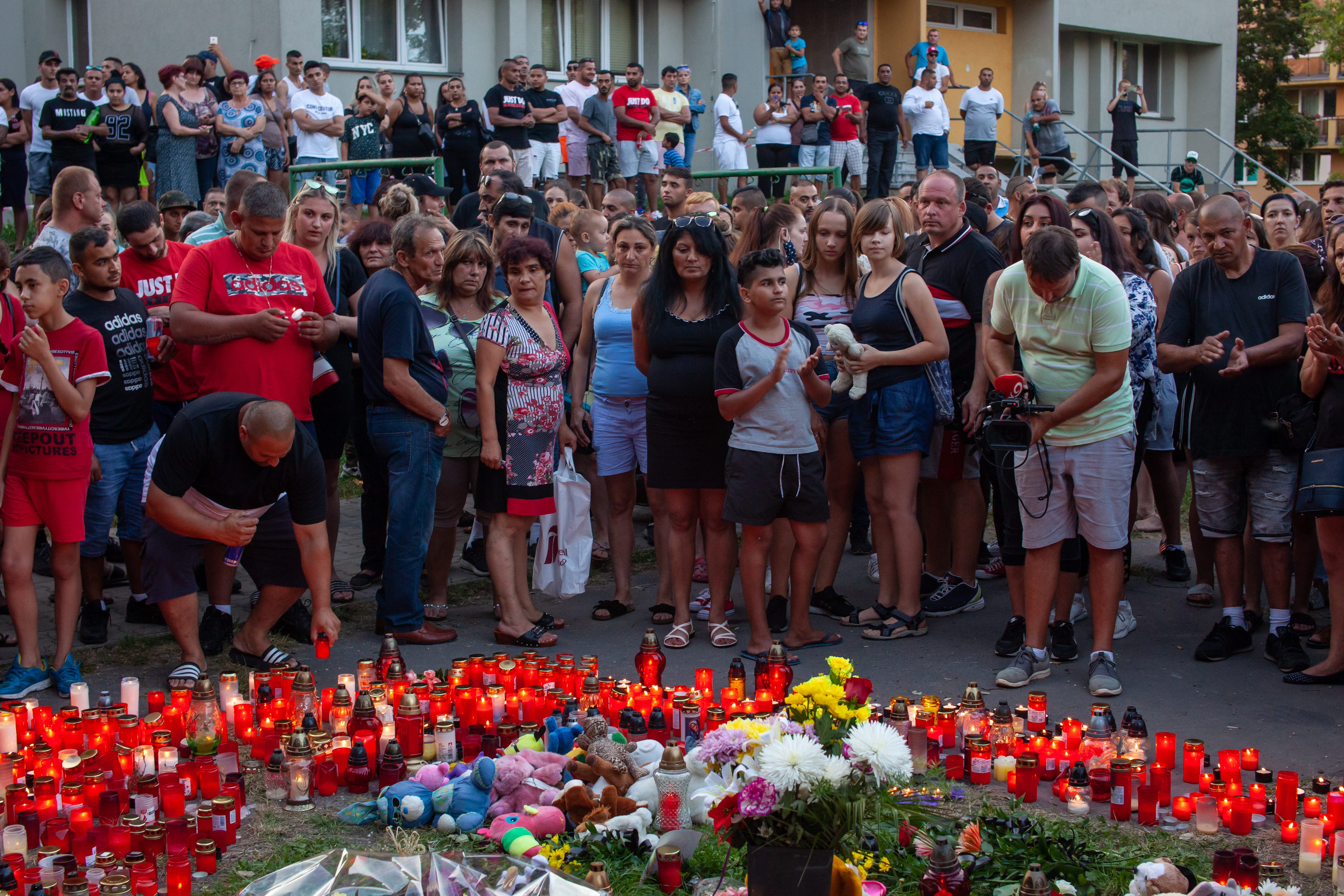
Pietní shromáždění u domu (11. srpna 2020), které se konalo pod záštitou prince olašských Romů.

### Zásah hasičů
Někteří svědci požáru kritizovali postup hasičů. Podle jednoho svědka hasiči „nenafukovali tu plachtu hned po příjezdu, ale až tam už byli mrtví lidi.“ Jiný svědek tvrdil, že hasiči při příjezdu zabloudili a zastavili na opačné straně, než byl požár, a záchrannou matraci začali nafukovat teprve poté, co několik lidí dopadlo na zem.  Velitel zásahu veškerou kritiku tvrdě odmítl. Na kritiku ředitel moravskoslezských hasičů Vladimír Vlček odpověděl: „Primárně na takových výškových objektech se jednoznačně zasahuje vnitřní zásahovou cestou“. Podle dotázaných expertů se záchranná seskoková matrace používá pouze jako skutečně nouzové řešení tam, kde jiné způsoby možné nejsou. Lidé z hořícího bytu vyskočili zhruba po 7 minutách od příjezdu prvních hasičských vozů a dopadli nedaleko hasičů, kteří právě nafukovali dopadovou matraci. Zasahující hasiči měli k dispozici pouze menší matraci, která je určena pro seskok z 23 metrů. Podle Vlčka teprve o něco později „bylo k dispozici specializovanější vybavení včetně matrace, která je určená na seskok až z výšky čtyřiceti metrů.“

### Rasismus
Krátce po zveřejnění prvních zpravodajských informací o požáru se objevily spekulace, že oběti i pachatel byli Romové. Jeden ze svědků požáru konkrétně uvedl, že pachatelem měl být Rom. Bohumínský místostarosta Igor Bruzl (ČSSD) však reagoval, že oběti byli většinou „zástupci majority.“ Později zveřejněné informace ukázaly, že obyvatelé zasaženého bytu nebyli Romové, ale v bytě měli být minimálně dva Romové, chlapec a žena, kteří přišli na narozeninovou oslavu.
Den po požáru, kdy etnicita útočníka i obětí byla stále předmětem spekulací, zveřejnil internetový server VlasteneckéNoviny.cz rasistický článek dehonestující oběti útoku. Na Policii České republiky se v této souvislosti s podnětem obrátila řada občanů. Policie autora článku obvinila z hanobení národa, rasy, etnické nebo jiné skupiny osob, podněcování k nenávisti vůči skupině osob a vyhrožování. Za rasistické urážky na internetu a schvalování útoku byl čtyřiatřicetiletý muž dne 20. listopadu 2021 odsouzen k trestu odnětí svobody v délce jednoho roku, podmínečně odloženého na dobu tří let, a propadnutí počítače.

## Galerie

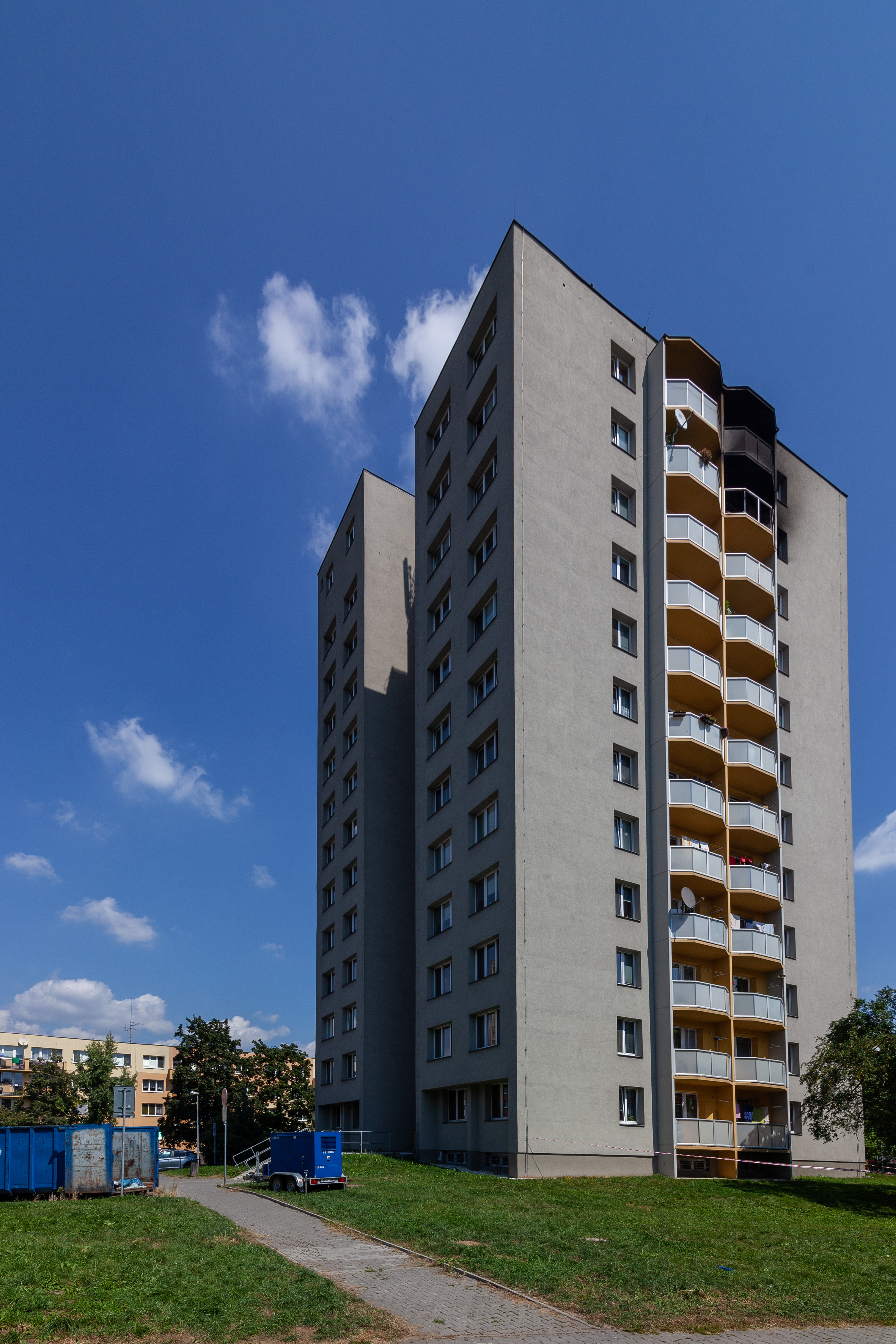
Celkový pohled na dům z východní strany
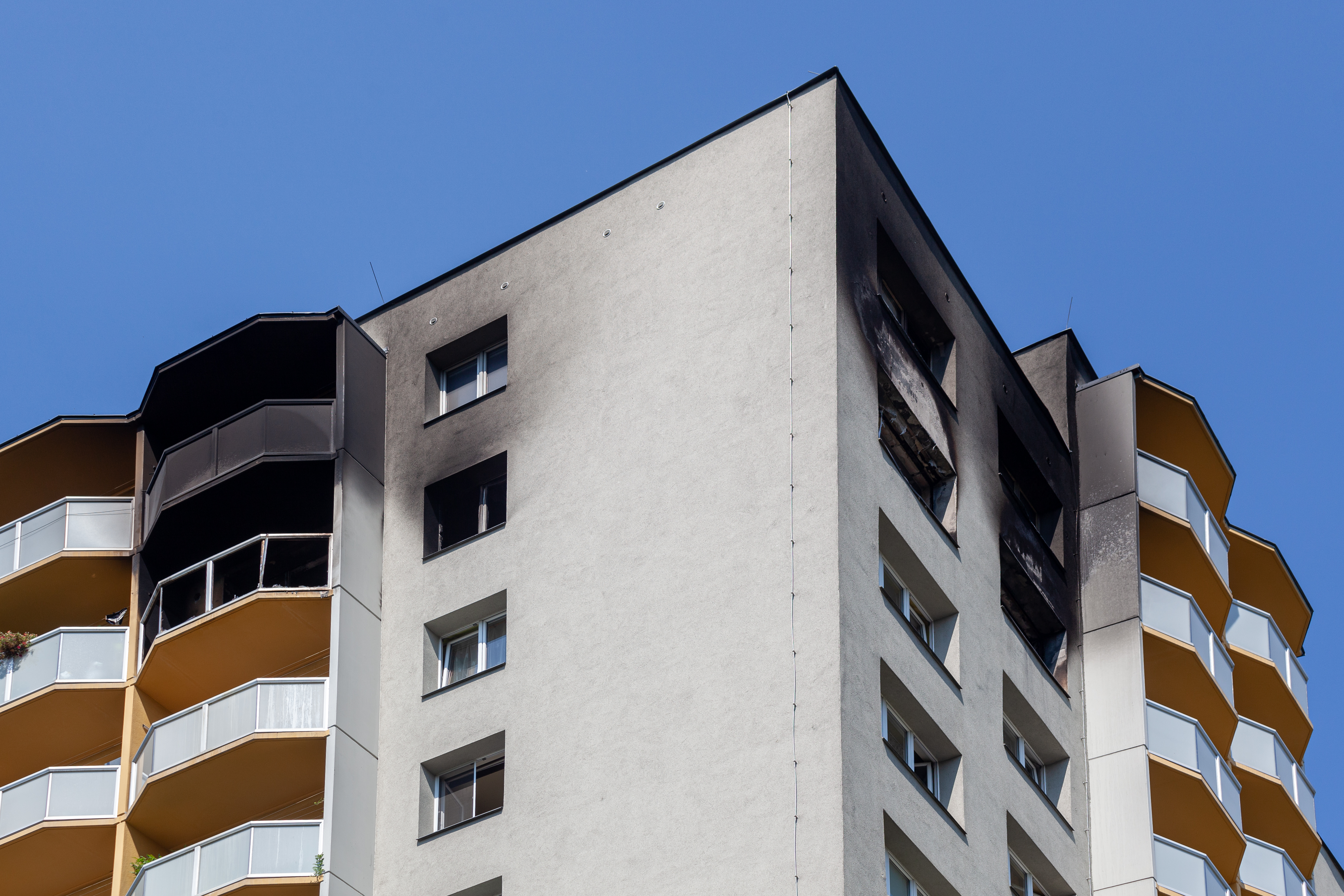
Detailní pohled na byty zasažené požárem
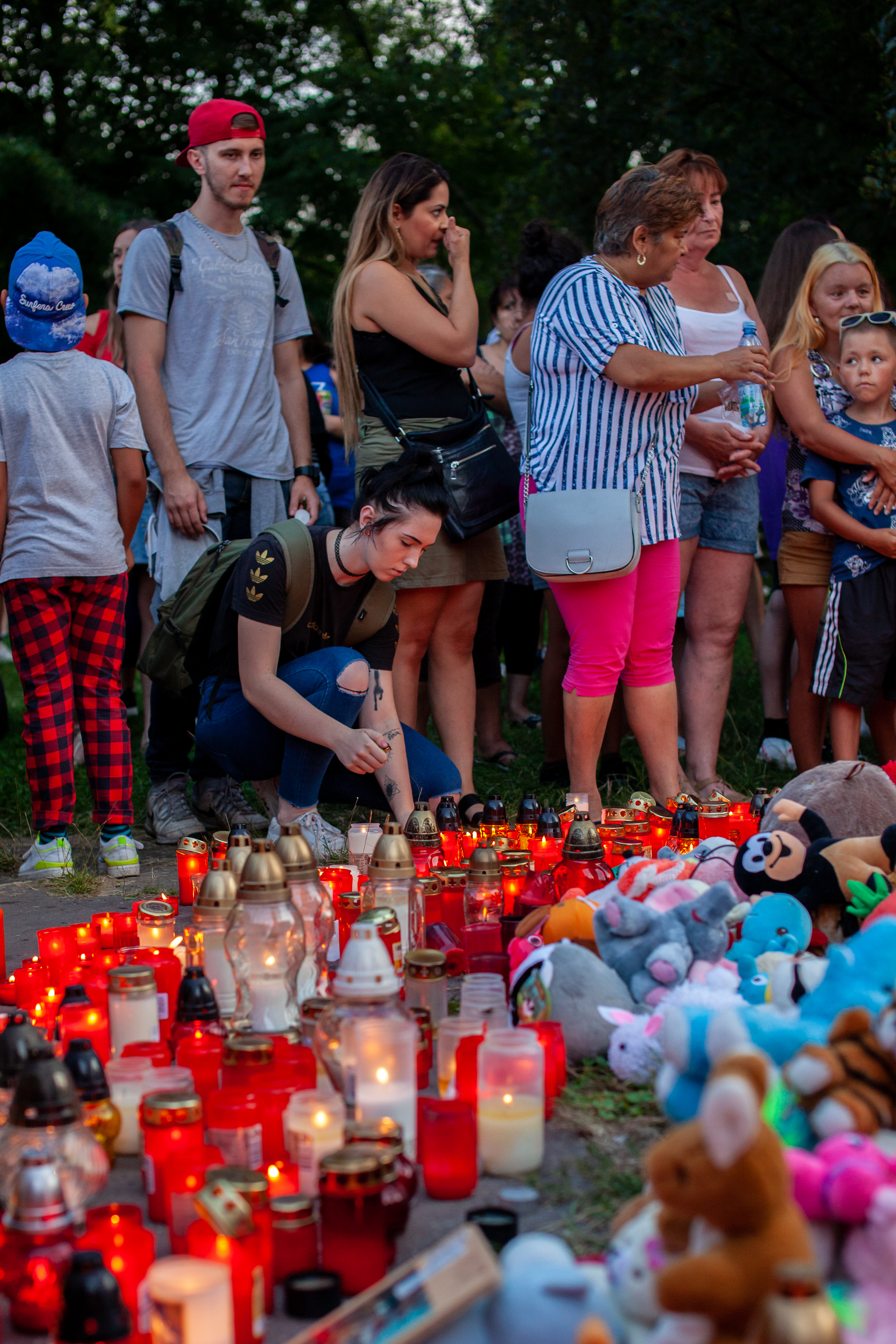
Pietní shromáždění následující po tragédii
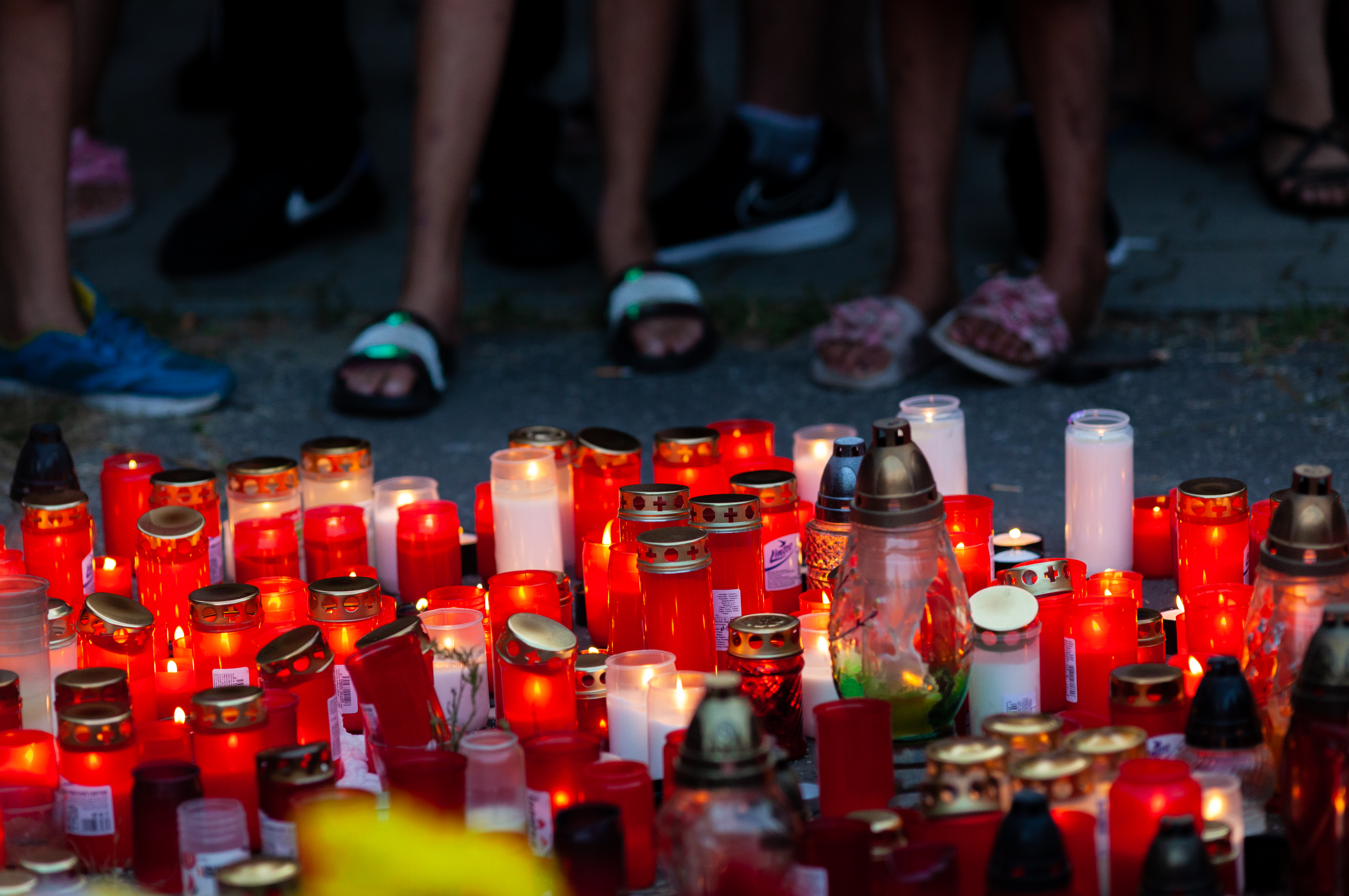
Svíčky u pietního místa